# 생방송 남도의 아침
《생방송 남도의 아침》은 kbc의 아침방송 시간대 프로그램이다.

## 기획 의도
- 생방송 "남도의 아침"이 새롭게 시작됩니다. 주부들이 우너하는 생활 정보와 지역의 소식들을 생생하고 정확하게 전달! 호남 지역의 대표 프로그램으로 지역민들의 즐거운 아침을 책임지겠습니다.

## 진행자
- 제창주 아나운서 (남)
- 김지형 아나운서 (여)

## 같이 보기
- 모닝와이드